# Air Holland
Air Holland era una compagnia aerea olandese. Fondata nel 1984, ha cessato le operazioni il 25 marzo 2004.

## Flotta
Air Holland operò con una serie di modelli diversi:
- 3 Boeing 737-300
- 11 Boeing 757-200
- 1 Boeing 767-200ER
- 3 Boeing 767-300ER